# Världsutställningen 1900
Exposition universelle (franska för 'universell utställning') var en världsutställning år 1900 i Paris, arrangerad mellan den 14 april och 12 november 1900. Målet med utställningen var att fira framgångar under 1800-talet och för att påskynda utvecklingen under 1900-talet. Detta var den femte världsutställningen i staden, och som del av arrangemanget anordnades de andra moderna olympiska spelen.

## Arrangemang
Utställningen präglades allmänt av Art Nouveau. Utställningen sågs av 50 miljoner personer och visade upp maskiner, uppfinningar och arkitektur som kom att bli bestående under lång tid. Däribland fanns rulltrappor, Eiffeltornet (från 1889), pariserhjul (Grande Roue de Paris), ryska dockor, dieselmotorer och ljudfilm, telegrafonen.
Olympiska spelen år 1900 anordnades av utställningskommittén, emot Pierre de Coubertins vilja. Resultatet blev att de olympiska tävlingarna spriddes ut under nästan hela utställningstiden (14 maj–28 oktober), och att viss osäkerhet rådde om vad utgjorde olympiska tävlingar och vad som var andra delar av utställningsarrangemanget.
Finlands utställningspaviljong, ritad av Gesellius-Lindgren-Saarinen, fick stor uppmärksamhet för arkitekturen och var den enda av de nordiska paviljongerna som stod klar på invigningsdagen.

## Bilder

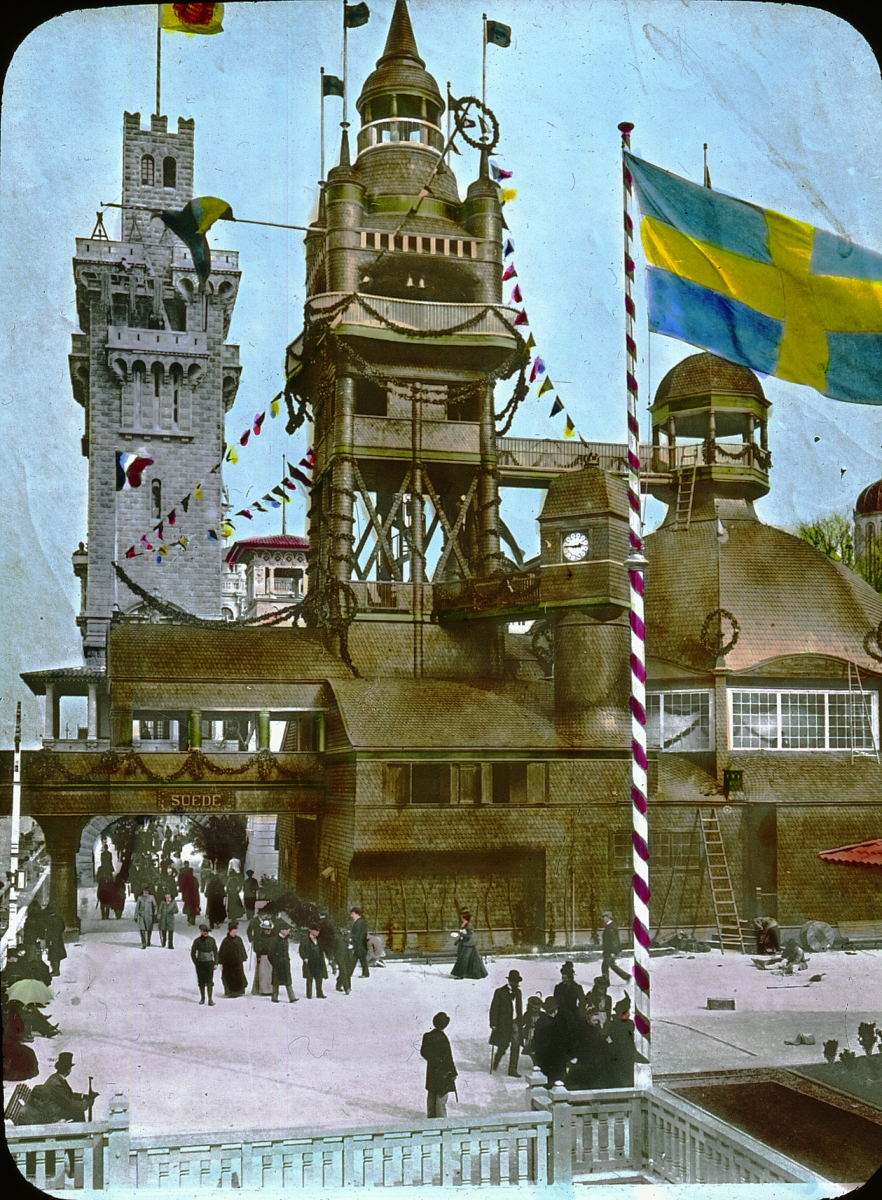
Sveriges utställningspaviljong, ritad av Ferdinand Boberg. Tornet i bakgrunden är Monacos paviljong.
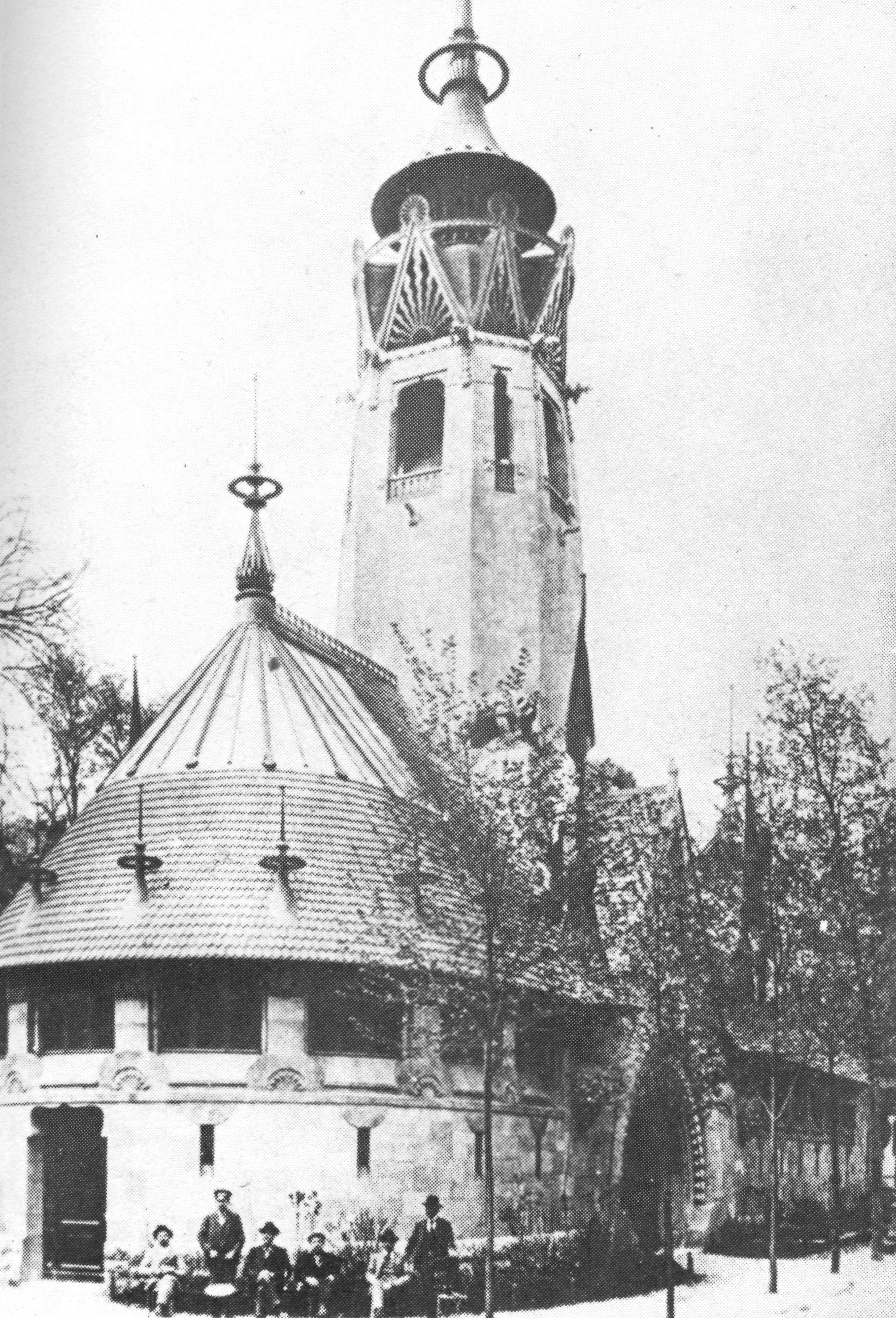
Finlands paviljong på världsutställningen i Paris 1900.
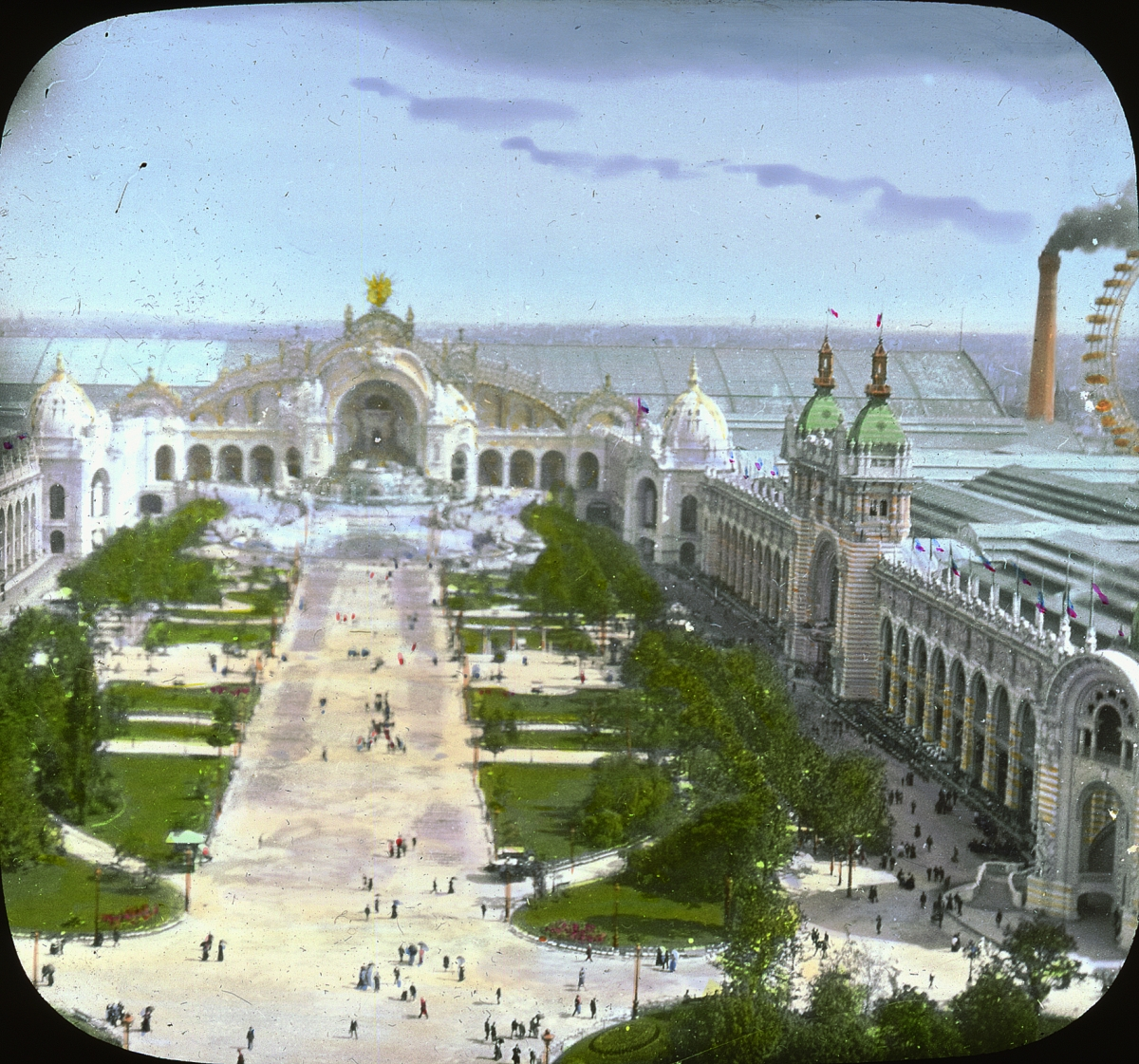
Fontänen vid Château d'Eau på Champ de Mars (Marsfältet), sedd från Eiffeltornet. Kolorerat foto.
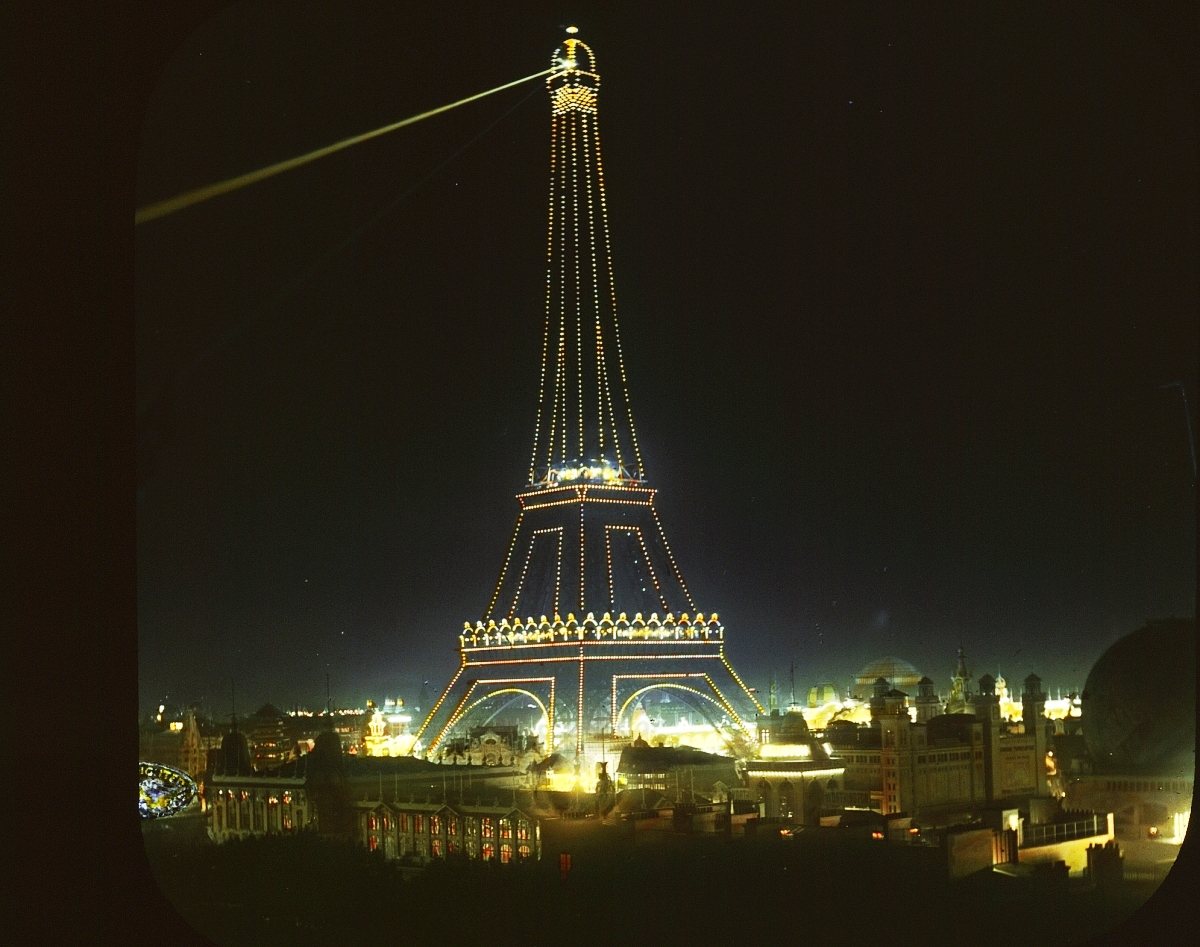
Eiffeltornet på kvällen år 1900.
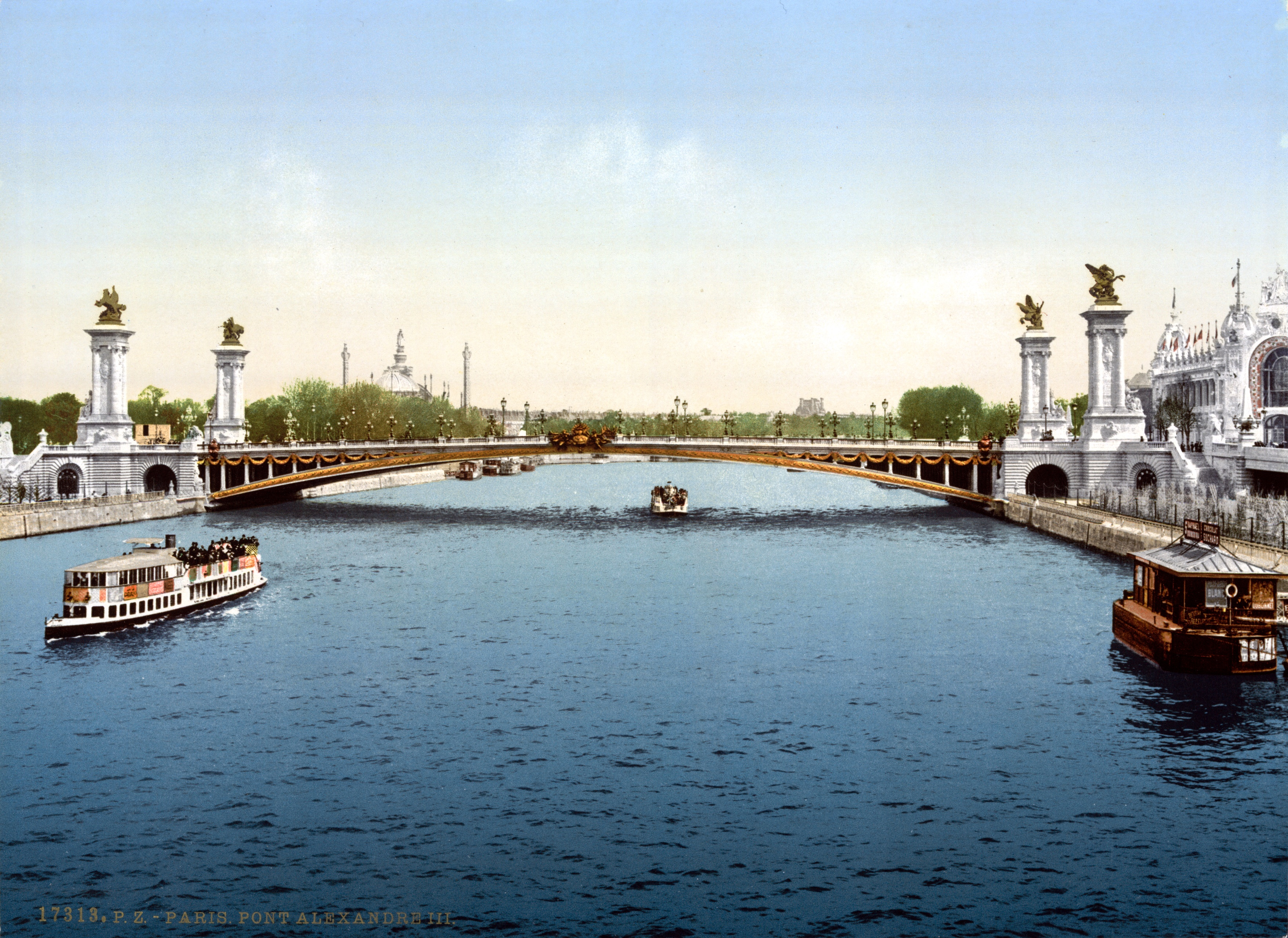
Pont Alexandre III. Bro över Seine som byggdes till utställningen.